# A feröeri labdarúgó-válogatott mérkőzései 2010-ben
A feröeri labdarúgó-válogatott 2010-es programjának nagy részét a Európa-bajnoki selejtezők tették ki, emellett játszott a csapat néhány barátságos mérkőzést is. Az év során a szövetségi kapitány az ír Brian Kerr volt.

## Eredmények
Barátságos mérkőzés
| 2010. március 21. |

| Izland                            | 2–0               | Feröer |
| --------------------------------- | ----------------- | ------ |
| Vilhjálmsson 10', Sigthórsson 37' | (2–0) Jegyzőkönyv |        |

| Kórinn Indoor Stadion, Kópavogur Nézőszám: 250 Játékvezető: Larsen (dán) |

Barátságos mérkőzés
| 2010. június 4. |

| Luxemburg | 0–0   | Feröer |
| --------- | ----- | ------ |
|           | (0–0) |        |

| Stade Alphonse Theis, Hesperange Nézőszám: 713 Játékvezető: Bertolini |

2012-es labdarúgó-Európa-bajnokság selejtező
| 2010. augusztus 11. 20:00 (UTC+3) |

| Észtország               | 2–1               | Feröer         |
| ------------------------ | ----------------- | -------------- |
| Saag 90+1' Piiroja 90+3' | (0–1) Jegyzőkönyv | Edmundsson 28' |

| A. Le Coq Arena, Tallinn Nézőszám: 5 201 Játékvezető: Vučemilović-Šimunović (horvát) |

2012-es labdarúgó-Európa-bajnokság selejtező
| 2010. szeptember 3. 18:00 (UTC+1) |

| Feröer | 0–3               | Szerbia                               |
| ------ | ----------------- | ------------------------------------- |
|        | (0–2) Jegyzőkönyv | Lazović 14' Stanković 18' Žigić 90+1' |

| Tórsvøllur Stadion, Tórshavn Nézőszám: 1 500 Játékvezető: Toussaint (luxemburgi) |

2012-es labdarúgó-Európa-bajnokság selejtező
| 2010. szeptember 7. |

| Olaszország                                                       | 5–0               | Feröer |
| ----------------------------------------------------------------- | ----------------- | ------ |
| Gilardino 11' de Rossi 22' Cassano 27' Quagliarella 81' Pirlo 90' | (3–0) Jegyzőkönyv |        |

| Artemio Franchi Stadion, Firenze Nézőszám: 19 266 Játékvezető: Kulbakov (orosz) |

2012-es labdarúgó-Európa-bajnokság selejtező
| 2010. október 8. 20:45 (UTC+2) |

| Szlovénia                                             | 5–1               | Feröer          |
| ----------------------------------------------------- | ----------------- | --------------- |
| Matavž 25' 36' 66' Novakovič 72' (11-esből) Dedič 84' | (2–0) Jegyzőkönyv | Mouritsen 90+3' |

| Stožice Stadion, Ljubljana Nézőszám: 15 750 Játékvezető: Todorov (bolgár) |

2012-es labdarúgó-Európa-bajnokság selejtező
| 2010. október 12. 16:00 (UTC+1) |

| Feröer    | 1–1               | Észak-Írország |
| --------- | ----------------- | -------------- |
| Holst 60' | (0–0) Jegyzőkönyv | Lafferty 76'   |

| Svangaskarð Stadion, Toftir Nézőszám: 1 921 Játékvezető: Cyril Zimmermann (svájci) |

Barátságos mérkőzés
| 2010. november 16. |

| Skócia                                       | 3–0               | Feröer |
| -------------------------------------------- | ----------------- | ------ |
| Wilson 24', Jacobsen 31' (öngól), Mackie 45' | (3–0) Jegyzőkönyv |        |

| Pittodrie Stadion, Aberdeen Nézőszám: 10 873 |